# XLIX народно събрание
Четиридесет и деветото народно събрание (XLIX НС) е обикновено народно събрание на Република България, което се сформира според резултатите от предсрочните парламентарни избори, проведени 2 април 2023 година.
Първото му заседание е проведено на 12, 13 и 19 април и е открито от най-възрастния депутат – Вежди Рашидов от ГЕРБ (на 71 години). След като на 12 и 13 април 2023 г. Народното събрание не избира председател веднага, на 19 април Росен Желязков е избран за председател на Народното събрание с уговорката, че след три месеца ще се оттегли в полза на Никола Минчев. Последното му заседание се провежда на 26 април 2024 г.
XLIX народно събрание избира един кабинет – правителството на Николай Денков (6 юни 2023 – 9 април 2024).

## Проучвателни мандати

### Първи мандат
На 15 май 2023 г. президентът Румен Радев връчва първия мандат за съставяне на правителство на ГЕРБ – СДС, които номинират еврокомисаря Мария Габриел за министър-председател. В същия ден лидерът на БСП Корнелия Нинова обявява, че партията се оттегля от преговорите за първия мандат. Ден по-късно от ПП – ДБ и Възраждане също обявяват, че няма да подкрепят кандидата на ГЕРБ за премиер.
На 19 май 2023 г. от ДПС заявяват, че ще подкрепят кабинета „Габриел“.
На 22 май 2023 г. от ИТН съобщават, че няма да участват в преговори за първия мандат. В същия ден Мария Габриел връща неизпълнен мандата на президента.

### Втори мандат
На 29 май 2023 г. президентът Румен Радев връчва втория мандат за съставяне на правителство на ПП – ДБ, които номинират академик Николай Денков за министър-председател.
Организирано е ротационно управление между ПП – ДБ и ГЕРБ – СДС. За първите 9 месеца министър-председател ще е академик Николай Денков, а за следващите 9 месеца – бившият еврокомисар Мария Габриел.
На 2 юни 2023 г. е обявен и пълният състав на предложения кабинет:
| министерство                                  | име | име                 | партия     |
| --------------------------------------------- | --- | ------------------- | ---------- |
| министър-председател                          |     | Николай Денков      | ПП – ДБ    |
| заместник министър-председател, външни работи |     | Мария Габриел       | ГЕРБ       |
| финанси                                       |     | Асен Василев        | ПП – ДБ    |
| вътрешни работи                               |     | Калин Стоянов       | безпартиен |
| отбрана                                       |     | Тодор Тагарев       | ПП – ДБ    |
| околна среда и води                           |     | Юлиан Попов         | ПП – ДБ    |
| енергетика                                    |     | Румен Радев         | безпартиен |
| регионално развитие и благоустройство         |     | Андрей Цеков        | ПП – ДБ    |
| земеделие и храни                             |     | Кирил Вътев         | безпартиен |
| образование и науката                         |     | Галин Цоков         | безпартиен |
| култура                                       |     | Кръстю Кръстев      | безпартиен |
| правосъдие                                    |     | Атанас Славов       | ПП – ДБ    |
| иновации и растеж                             |     | Милена Стойчева     | безпартиен |
| икономика и индустрия                         |     | Богдан Богданов     | ПП – ДБ    |
| труд и социална политика                      |     | Иванка Шалапатова   | ГЕРБ – СДС |
| транспорт и съобщения                         |     | Георги Гвоздейков   | ПП – ДБ    |
| здравеопазване                                |     | Христо Хинков       | ПП – ДБ    |
| туризъм                                       |     | Зарица Динкова      | ПП – ДБ    |
| електронно управление                         |     | Александър Йоловски | безпартиен |
| младеж и спорт                                |     | Димитър Илиев       | ПП – ДБ    |

На 5 юни 2023 г. академик Денков връща изпълнен втория мандат в президентството на президента Румен Радев. На 6 юни 2023 г., кабинетът „Денков – Габриел“ е подложен на гласуване от парламента и резултатите са: За министър-председател са гласували 132 „за“ и 69 „против“ народни представители, а за състава на Министерски съвет – 131 „за“ и 69 „против“ народни представители.

## Депутати по парламентарни групи
В резултат на проведените избори 6 партии или коалиции влизат в парламента:
| Партия                      | Получени гласове | Дял от гласовете | Мандати |
| --------------------------- | ---------------- | ---------------- | ------- |
| ГЕРБ – СДС                  | 669 924          | 26,49 %          | 69      |
| ПП – ДБ                     | 621 069          | 24,56 %          | 64      |
| Възраждане                  | 358 174          | 14,16 %          | 37      |
| Движение за права и свободи | 347 700          | 13,75 %          | 36      |
| БСП за България             | 225 914          | 8,93 %           | 23      |
| Има такъв народ             | 103 971          | 4,11 %           | 11      |
| Общо:                       | 2 326 752        | 92 %             | 240     |

## Ръководство
| Длъжност              | Народен представител | Парламентарна група |
| --------------------- | -------------------- | ------------------- |
| Председател           | Росен Желязков       | ГЕРБ                |
| Заместник-председател | Росица Кирова        | ГЕРБ                |
| Заместник-председател | Никола Минчев        | ПП – ДБ             |
| Заместник-председател | Цончо Ганев          | Възраждане          |
| Заместник-председател | Филиз Хюсменова      | ДПС                 |
| Заместник-председател | Кристиян Вигенин     | БСП                 |
| Заместник-председател | Андрей Чорбанов      | ИТН                 |

## Законодателна дейност
На 28 юли 2023 г. 166 народни представители от ПП – ДБ, ГЕРБ – СДС и ДПС внасят в деловодството на Народното събрание законопроект за промени в Конституцията.
Проектът предвижда разделяне на Висшия съдебен съвет на Съвет на съдиите и Съвет на прокурорите, намаляване на правомощията на главния прокурор, а също промяна в начина на назначаване на служебните правителства. Според промените, предложени в проекта, президентът ще може да избира за служебен премиер само между трима кандидати – председателя на Народното събрание, гуверньора на БНБ и председателя на ВКС. Предлага се също въвеждането на индивидуална конституционна жалба, както и не 3 март, а 24 май да е национален празник.